# مینی دی‌وی‌دی

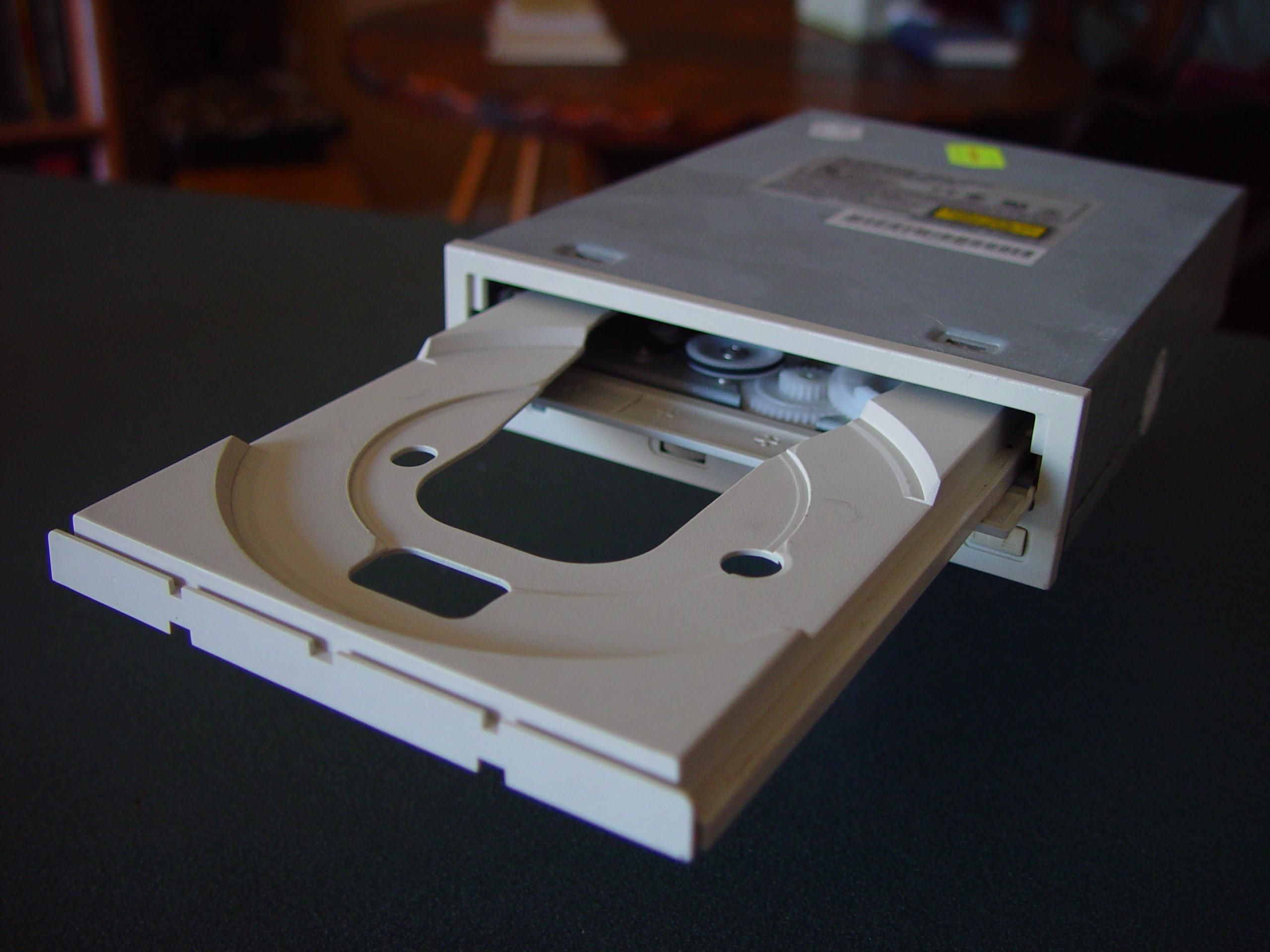
تورفتگی عمیق‌تر روی سینی دیسک برای مینی سی‌دی و مینی دی‌وی‌دی است

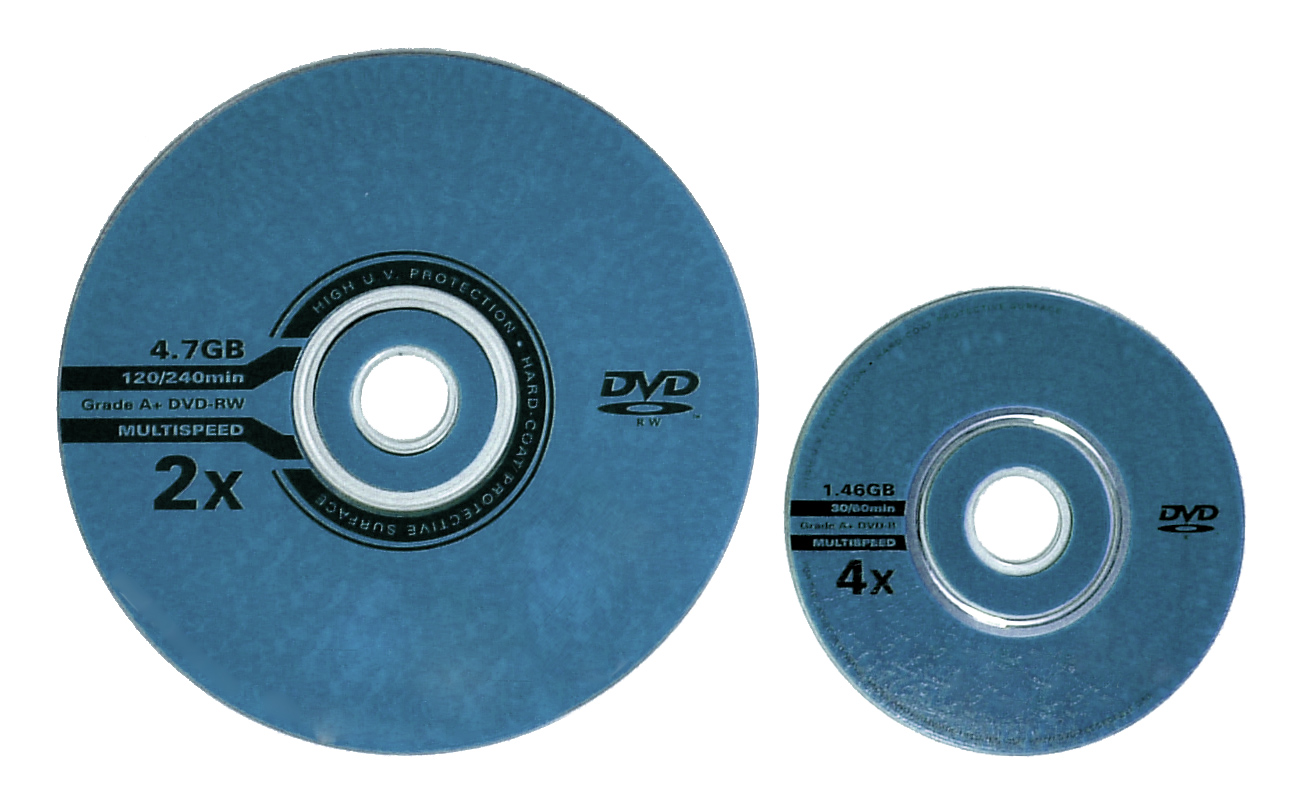
دیسک ۱۲ سانتی‌متر مرسوم در سمت چپ و دیسک ۸ سانتی‌متر در سمت راست

مینی دی‌وی‌دی (به انگلیسی: Mini DVD) یک دیسک دی‌وی‌دی با طول ۸ سانتی‌متر است، که نوع یک طرفه آن ظرفیت ذخیره‌سازی داده تا ۱٫۴ گیگابایت را داراست.

## مزایا
- قیمت کمتری از دی‌وی‌دی ۱۲ سانتی‌متر دارد
- حجم و وزن کمتر
- به دلیل حجم کمتر از مواد اولیه کمتری استفاده می‌کند در نتیجه با محیط زیست دوستانه‌تر است.

این نوع دی‌وی‌دی برای مصارفی که نیاز به ذخیره‌سازی حجم کمی از داده روی یک دی‌وی‌دی را دارند بسیار مناسب است، مصارفی مانند:
- بیشتر توزیع‌های لینوکس تصویر ایزو سازگار با این دیسک منتشر می‌کنند که از آن برای ایجاد لوح زنده و دیسک نصاب استفاده می‌شود.
- ویدئوهای کم حجم

## موارد استفاده
- مینی دی‌وی‌دی‌های با قابلیت بازنویسی در دوربین‌های فیلم‌برداری دی‌وی‌دی بنیان استفاده می‌شوند.
- شرکت نینتندو برای کنسول بازی نینتندو گیم‌کیوب از یک نوع دیسک مبتنی بر مینی دی‌وی‌دی، اما با ظرفیت ۱٫۵ گیگابایت استفاده کرد.